# Bôrka
Bôrka (Hongaars: Barka) is een Slowaakse gemeente in de regio Košice, en maakt deel uit van het district Rožňava.
Bôrka telt 504 inwoners.
Tijdens de volkstelling van 2021 waren er 616 inwoners; 279 (+11) Hongaren, 137 (+2) Slowaken, 160 (+8) Roma, 3 overige nationaliteiten en 37 mensen met een onbekende nationaliteit.